# Boston Blackie's Little Pal
Boston Blackie's Little Pal è un film muto del 1918 diretto da E. Mason Hopper. La sceneggiatura di Albert S. Le Vino si basa sull'omonimo racconto di Jack Boyle pubblicato in The Red Book Magazine nel giugno 1918. Prodotto e distribuito dalla Metro Pictures Corporation, il film aveva come interpreti Bert Lytell, Rhea Mitchell, Rosemary Theby, il piccolo Joey Jacobs, Howard Davies.

## Trama

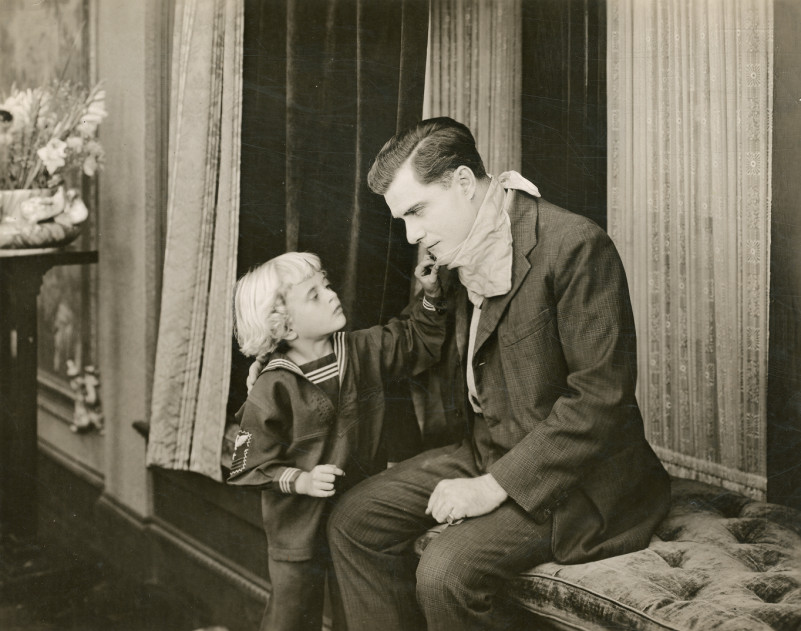
Il piccolo Joey Jacobs con Bert Lytell

Boston Blackie, un ladro in guanti bianchi, progetta insieme a Mary, la sua complice, di approfittare dell'assenza del signor Wilmerding per rapinare la sua residenza di città. Mary si fa assumere come bambinaia del piccolo Wilmerding e, dopo che la signora Wilmerding si assenta a sua volta per andare a un ballo, fa entrare in casa Blackie che si mette subito all'opera per scassinare la cassaforte. Il ladro viene sorpreso dal piccolo Martin che, innocentemente, si mette a giocare con lui. I due diventano amici e Blackie, rimasto in casa, sorprende la signora Wilmerding - tornata dal ballo - in compagnia del suo amante, Donald Lavalle. Avendo sentito i piani dei due per fuggirsene con i gioielli di famiglia, Blackie inganna Lavalle, che sta per impadronirsi delle gioie, fingendosi il signor Wilmerding. In seguito, il ladro gentiluomo riesce a fare riconciliare i genitori del suo piccolo amico ma, nel contempo, non sa se decidersi a restituire i gioielli che, naturalmente, dopo averli sottratti a Donald, si è tenuto per lui.

## Produzione
Il film fu prodotto dalla Metro Pictures Corporation. Il film, nel 1919, avrà un seguito con Blackie’s Redemption. Il personaggio di Boston Blackie, creato da Jack Boyle, fu protagonista di numerosi film o serie televisive, quali la serie di tredici pellicole che, negli anni quaranta, avranno come interprete Chester Morris.

## Distribuzione
Il copyright del film, richiesto dalla Metro Pictures Corp., fu registrato il 24 agosto 1918 con il numero LP12779.

Distribuito dalla Metro Pictures Corporation, il film uscì nelle sale statunitensi il 26 agosto 1918. In Brasile, prese il titolo di A Centelha do Bem.